# Merionoeda congolensis
Merionoeda congolensis är en skalbaggsart som beskrevs av Hintz 1919. Merionoeda congolensis ingår i släktet Merionoeda och familjen långhorningar. Inga underarter finns listade i Catalogue of Life.